# 侯代比亚和约
侯代比亚和约，是公元628年初穆罕默德同麦加古莱什贵族签订的一项具有战略意义的和约。因在麦加近郊侯代比亚村签订，故名。是年，穆罕默德为了扩大麦地那公社的影响，亲率1500名穆斯林前往麦加朝觐，行至距麦加约9英里的侯代比亚村时，受到古莱什多神教徒的阻拦。派往麦加城内进行淡判的奥斯曼·本·阿凡亦被扣留。愤怒的穆斯林在距侯代比亚不远的里德万(Ridwgn)驻地的一棵树下盟誓，决心同多神教徒作战到底。古莱什人在两次突袭穆斯林驻地失败后，同意放回奥斯曼。后双方在穆斯林驻地进行了谈判，由阿里执笔，签订了著名的侯代比亚和约。当时，穆罕默德从最终攻克麦加的战略目的考虑，未计较表面上一时的得失，接受了包括有不平等内容在内的全部条款，并同意对方的要求，亲手涂去了和约上在自己名字前面的“安拉的使者”的尊衔。

## 和约的主要内容
公元628年初，侯代比亞和约的主要内容有：
1. 双方休战10年。
2. 未经主人允许而投奔穆罕默德信奉伊斯兰教的古莱什人，由穆罕默德负责退回。古莱什人不负责退回来自穆罕默德方面背叛伊斯蘭教的人。
3. 愿与古莱什人缔结盟约者可自便，愿与穆罕默德缔约者亦可自便，但古莱什人除外。
4. 穆罕默德率众朝觐一事改在翌年进行。届时进入麦加只能停留3天，除随身佩刀外，不得携带任何武器。

侯代比亚和约的签订，集中体现了穆罕默德在策略上的灵活性。

## 和约的實踐
公元630年，穆罕默德率軍包圍麥加城，阿布·蘇富揚為首的麥加貴族投降，
麥加全城居民改信伊斯蘭教，承認穆罕默德為先知、神的使者。
穆罕默德軍隊進入麥加後，搗毀克爾白殿內偶像，保留黑色隕石，克爾白殿改為清真寺。

## 影響
1993年阿拉法特與以色列簽訂奧斯陸協議，8年後阿拉法特撕毀奧斯陸協議，發動第二次巴勒斯坦大起義。
埃及媒體訪問阿拉法特並質疑奧斯陸協議時，阿拉法特回答：還記得侯代比亞嗎？